# NGC 1443
NGC 1443 é uma estrela na direção da constelação de Eridanus. O objeto foi descoberto pelo astrônomo Wilhelm Tempel em 1882, usando um telescópio refrator com abertura de 11 polegadas. 